# Episodi di Dynasty (seconda stagione)
La seconda stagione della serie televisiva Dynasty è stata trasmessa per la prima volta negli Stati Uniti sulla ABC il 4 novembre 1981 e si è conclusa il 4 maggio 1982, posizionandosi al 19º posto nei rating Nielsen di fine anno con il 20,2% di penetrazione e con una media superiore ai 16 milioni di spettatori.
In Italia è stata trasmessa per la prima volta su Rete 4 a partire dal 29 ottobre 1982, come continuazione della prima stagione (conclusasi due giorni prima), rendendo vano il cliffhanger di fine stagione di quest'ultima (l'arrivo di Alexis).
Il cliffhanger di fine stagione vede Blake svenuto e abbandonato in montagna da Nick Toscanni e il rapimento del piccolo Blake.
Per l'intera stagione, il soggettista Robert Pollock e lo sceneggiatore Edward DeBlasio sono stati accreditati rispettivamente come Robert Mason Pollock ed Edward De Blasio.
| nº | Titolo originale          | Titolo italiano          | Prima TV USA     | Prima TV Italia  |
| -- | ------------------------- | ------------------------ | ---------------- | ---------------- |
| 1  | Enter Alexis              | Arriva Alexis            | 4 novembre 1981  | 29 ottobre 1982  |
| 2  | The Verdict               | Conflitti insuperabili   | 11 novembre 1981 | 3 novembre 1982  |
| 3  | Alexis' Secret            | Tentativo di suicidio    | 18 novembre 1981 |                  |
| 4  | Fallon's Father           | Vite in gioco            | 25 novembre 1981 | 10 novembre 1982 |
| 5  | Reconciliation            | Una nipotina ribelle     | 2 dicembre 1981  | 12 novembre 1982 |
| 6  | Viva Las Vegas            | Sete di vendetta         | 9 dicembre 1981  | 17 novembre 1982 |
| 7  | The Miscarriage           | Gelosia                  | 16 dicembre 1981 | 19 novembre 1982 |
| 8  | The Mid-East Meeting      | Intrighi internazionali  | 6 gennaio 1982   | 24 novembre 1982 |
| 9  | The Psychiatrist          | Una foto compromettente  | 13 gennaio 1982  |                  |
| 10 | Sammy Jo And Steven Marry | Un matrimonio imprevisto | 20 gennaio 1982  |                  |
| 11 | The Car Explosion         | L'esplosione             | 27 gennaio 1982  | 3 dicembre 1982  |
| 12 | Blake's Blindness         | Cecità                   | 3 febbraio 1982  | 8 dicembre 1982  |
| 13 | The Hearing               | Una lettera anonima      | 10 febbraio 1982 | 10 dicembre 1982 |
| 14 | The Iago Syndrome         | Misteri e ricatti        | 17 febbraio 1982 | 15 dicembre 1982 |
| 15 | The Party                 | Drammatico epilogo       | 24 febbraio 1982 | 17 dicembre 1982 |
| 16 | The Baby                  | Un bambino in pericolo   | 3 marzo 1982     | 16 febbraio 1983 |
| 17 | Mother And Son            | Genitori e figli         | 10 marzo 1982    |                  |
| 18 | The Gun                   | Minaccia a mano armata   | 24 marzo 1982    | 2 marzo 1983     |
| 19 | The Fragment              | Identità segreta         | 7 aprile 1982    |                  |
| 20 | The Shakedown             | Guai per Steven          | 14 aprile 1982   | 16 marzo 1983    |
| 21 | The Two Princes           | Il nuovo erede           | 28 aprile 1982   |                  |
| 22 | The Cliff                 | Rapimento                | 4 maggio 1982    | 23 marzo 1983    |

Cast regolare:
- Pamela Bellwood (Claudia Blaisdel)
- Lee Bergere (Joseph Anders)

La prima volta di Alexis.
Episodio 1, Arriva Alexis.

- Lloyd Bochner (Cecil Colby) – episodi 4/22
- Joan Collins (Alexis Carrington Colby)
- Al Corley (Steven Carrington)
- Linda Evans (Krystle Carrington)
- James Farentino (Nick Toscanni) – episodi 3/22
- John Forsythe (Blake Carrington)
- John James (Jeff Colby)
- Heather Locklear (Sammy Jo Carrington) – episodi 5/19
- Pamela Sue Martin (Fallon Carrington Colby)

## Arriva Alexis
- Titolo originale: Enter Alexis
- Diretto da: Gabrielle Beaumont
- Scritto da: Eileen e Robert Pollock (soggetto); Edward DeBlasio (sceneggiatura)

### Trama
La misteriosa donna chiamata dal procuratore distrettuale Jake Dunham durante il processo contro il magnate del petrolio Blake Carrington per la morte di Ted Dinard, ex-amante di suo figlio Steven, è Alexis Morell Carrington, prima moglie di Blake e madre di Steven e Fallon. La donna testimonia a sfavore del suo ex-marito, raccontando di un vecchio episodio in cui Blake aveva dimostrato già la sua indole irascibile. In quel tempo, l'uomo aveva trovato Alexis a letto con il suo amante, Roger Grimes, e lo aveva aggredito furiosamente. Dopo la testimonianza della donna, Alexis viene accolta in malo modo sia da Blake che da Fallon, mentre Steven si dimostra molto disponibile. Claudia, intanto, si risveglia in ospedale e scopre che Matthew ha portato via la loro figlia Lindsay e ha lasciato Denver.
- Altri interpreti: Brian Dennehy (Jake Dunham), Lloyd Haynes (Giudice Horatio Quinlan), Peter Mark Richman (Andrew Laird)

## Conflitti insuperabili
- Titolo originale: The Verdict
- Diretto da: Gabrielle Beaumont
- Scritto da: Eileen e Robert Pollock (soggetto); Edward DeBlasio (sceneggiatura)

### Trama
Blake viene condannato a due anni di carcere incondizionato. Intanto, Alexis si installa in una vecchia dépendance di Villa Carrington di sua proprietà (le fu regalata da Blake ai tempi del loro matrimonio). Claudia cerca di rintracciare suo marito e sua figlia ma senza successo. Blake licenzia Michael e cerca di parlare a Steven, ma il loro confronto si risolve in una feroce discussione. Krystle scopre di essere incinta.
- Altri interpreti: Robert Clotworthy (Ty Meredith), Brian Dennehy (Jake Dunham), Diana Douglas (Sig.ra Blaisdel), Lloyd Haynes (Giudice Horatio Quinlan), Peter Mark Richman (Andrew Laird)

## Tentativo di suicidio
- Titolo originale: Alexis' Secret
- Diretto da: Richard Kinon
- Scritto da: Eileen e Robert Pollock (soggetto); Edward DeBlasio (sceneggiatura)

### Trama
Claudia viene dimessa dall'ospedale. Giunta a casa, assume delle pillole con l'intenzione di suicidarsi, ma viene salvata in extremis da un amico di Blake, il dottor Nick Toscanni. In realtà, l'uomo si trova a Denver perché ha un conto in sospeso proprio con Blake. Blake prende a cuore Claudia e la invita a trasferirsi dai Carrington. Intanto Alexis confida a Steven che Fallon non è figlia di Blake.
- Altri interpreti: Betty Harford (Hilda Gunnerson), Peter Mark Richman (Andrew Laird)

## Vite in gioco
- Titolo originale: Fallon's Father
- Diretto da: Bob Sweeney
- Scritto da: Eileen e Robert Pollock (soggetto); Mann Rubin (sceneggiatura)

### Trama
Alexis dice a Blake che Fallon non è sua figlia e usa questa informazione per ricattare l'uomo se non reinserisce il nome di Steven nel suo testamento. Krystle intanto trova sempre più irritante la presenza di Alexis nei pressi di Villa Carrington. Steven è indeciso se dire o meno a Fallon il segreto su lei e Blake. Jeff nota che Fallon si è magicamente trasformata in una moglie amorevole con una forte voglia di maternità, e si chiede se questo cambiamento sia dovuto alla gravidanza di Krystle, con la quale la ragazza ha avuto sempre forti dissapori. Krystle, da parte sua, tenta di aiutare Claudia ma quest'ultima reagisce sempre con disprezzo nei suoi confronti. Toccata dal comportamento di Claudia, Krystle confida al dottor Toscanni perché vuole sistemare le cose con la moglie di Matthew. Steven rimane vittima di un terribile incidente.
- Altri interpreti: Virginia Hawkins (Jeanette Robbins)

## Una nipotina ribelle
- Titolo originale: Reconciliation
- Diretto da: Jerome Courtland
- Scritto da: Eileen e Robert Pollock (soggetto); Edward DeBlasio (sceneggiatura)

### Trama
L'incidente quasi mortale di Steven riavvicina il ragazzo a suo padre. Alexis approfitta della degenza di suo figlio per poter entrare e uscire da casa Carrington a suo piacimento, irritando ulteriormente Krystle. Frank Dean, cognato di Krystle, viene a sapere attraverso un notiziario che parla dell'incidente di Steven che la donna è diventata ricca e le chiede di tenere con sé per qualche tempo sua figlia Sammy Jo. Quando quest'ultima arriva dai Carrington, fa subito amicizia con Steven, mentre Alexis vede nella ragazza un mezzo per scoprire di più sul passato della nuova signora Carrington.
- Altri interpreti: Matt Clark (Frank Dean), Christina Hart (Bedelia)

## Sete di vendetta
- Titolo originale: Viva Las Vegas
- Diretto da: Alf Kjellin
- Scritto da: Eileen e Robert Pollock (soggetto); Edward DeBlasio (sceneggiatura)

### Trama
Blake vola a Las Vegas per ottenere un prestito di 9 milioni di dollari da un gangster, Logan Rhinewood, per poter finalmente saldare il debito con Cecil Colby. Alexis scorge Sammy Jo uscire di soppiatto dalla stanza da letto di Steven e conclude (erroneamente) che abbiano trascorso la notte insieme e lo riferisce a Krystle. Nick Toscanni rivela a sua sorella che Blake Carrington è il responsabile della morte del loro fratello minore, suicidatosi in carcere. Mentre Alexis è impegnata nel tiro al piattello, scorge Krystle a cavallo. Ne approfitta per sparare un colpo per far spaventare l'animale. Il cavallo si imbizzarrisce e disarciona la donna. Krystle viene prontamente ricoverata in ospedale ma rischia di perdere il bambino che porta in grembo. Nel frattempo, Nick e Fallon, fortemente attratti l'uno dall'altra, hanno rapporti sessuali.
- Altri interpreti: Carol Bagdasarian (Terry Toscanni), Lance LeGault (Ray Bonning)

## Gelosia
- Titolo originale: The Miscarriage
- Diretto da: Irving J. Moore
- Scritto da: Eileen e Robert Pollock (soggetto); Edward DeBlasio (sceneggiatura)

### Trama
Krystle perde il bambino e non può più averne altri. Jeff lascia il suo posto alla ColbyCo Oil e va a lavorare per la Denver Carrington. Sebbene Steven cominci a frequentare Sammy Jo, dichiara a Claudia di essere innamorato di lei e vuole sposarla. La donna rifiuta perché ancora innamorata di Matthew. Fallon continua a vedersi segretamente con Nick, ma quando quest'ultimo fa visita a Krystle in ospedale, la ragazza si ingelosisce. Blake deve affrontare nuovi problemi legati alla crisi in Medio Oriente.
- Altri interpreti: James Carrington (Buddy), Scott Cooper (Jud), Ava Lazar (Linda), Kathy Rich (Debbie), Peter Mark Richman (Andrew Laird), Wade Wallace (Andy)

## Intrighi internazionali
- Titolo originale: The Mid-East Meeting
- Diretto da: Gabrielle Beaumont
- Scritto da: Eileen e Robert Pollock (soggetto); Elizabeth e Richard Wilson (sceneggiatura)

### Trama
Blake e Jeff cercano di trovare un accordo con Rashid Ahmed, ricco sceicco e invischiato nella crisi petrolifera in Medio Oriente. Alexis va a Roma per incontrare Rashid, suo ex-amante, con il pretesto di aiutare Blake. Intanto, Claudia lascia la casa dei Carrington e va ad abitare per conto suo, dopo essere stata assunta dalla Denver Carrington. Cecil Colby approfitta della situazione e la invita a cena per poterle estorcere delle notizie sull'azienda di Blake. Fallon - che continua la sua relazione extraconiugale con Nick - scopre di essere incinta di Jeff e decide di abortire. Ma quando chiede il divorzio a suo marito, quest'ultimo le dice che lo potrà ottenere solo dopo la nascita di loro figlio. Alexis chiama Blake da Roma e lo informa che ha ottenuto un incontro a suo nome con Rashid. Ma in realtà la donna vuole rimanere sola con il suo ex-marito.
- Altri interpreti: Victoria Carroll (Dottie), Virginia Hawkins (Jeanette Robbins), Andrew Masset (Aldo), John Saxon (Rashid Ahmed), Barbara Tarbuck (Dott.ssa Holton)

## Una foto compromettente
- Titolo originale: The Psychiatrist
- Diretto da: Irving J. Moore
- Scritto da: Eileen e Robert Pollock (soggetto); Shimon Wincelberg (sceneggiatura)

### Trama
Mentre è in viaggio per Roma, Blake riesce a convincere una scoraggiata Krystle a iniziare delle terapie con Nick. La donna - anche se in disaccordo - accetta ma il fatto ingelosisce di nuovo Fallon. Questa, amareggiata, dice a Jeff che l'unica ragione per la quale è rimasta è incinta è perché era in competizione con Krystle e che, in più, non lo ha mai amato. Blake giunge a Roma, nella villa di Rashid Ahmed. In un momento di relax, in cui Alexis lo unge con del protettore solare, un fotografo - assoldato dalla donna - scatta delle foto. Quelle foto arrivano alla fragile Krystle, e - in lacrime - si butta tra le braccia di Nick.
- Altri interpreti: James Carrington (Buddy), Colby Chester (Handley), Ava Lazar (Linda), John Saxon (Rashid Ahmed)

## Un matrimonio imprevisto
- Titolo originale: Sammy Jo and Steven Marry
- Diretto da: Jerome Courtland
- Scritto da: Eileen e Robert Pollock (soggetto); Edward DeBlasio (sceneggiatura)

### Trama
Jeff comincia a sospettare che Fallon lo abbia sposato in seguito al prestito che suo zio ha fatto a Blake. Chiede chiarimenti a Cecil, ma non ottiene risposte. Nonostante sia sconvolta dalle foto di Blake e Alexis giunte da Roma, Krystle non cede alla corte di Nick. Quest'ultimo però le rivela di essere innamorato di lei. Quando Blake torna a Denver, cerca di spiegare a Krystle che quelle foto non dicono il vero, ma la donna non gli crede. Mentre Fallon decide di non abortire più, Steven e Sammy Jo si sposano. Nel frattempo, Cecil Colby continua a ingannare Claudia facendole credere di poter ottenere notizie di suo marito e di sua figlia. In realtà, l'uomo cerca solo di spillarle notizie sulla Denver Carrington. Alexis comincia a ricevere notizie su Krystle da parte del detective Morgan Hess, che la donna aveva ingaggiato per indagare sul passato della seconda signora Carrington.
- Altri interpreti: Hank Brandt (Morgan Hess), Lance LeGault (Ray Bonning), Viveca Lindfors (Adriana), Peter Mark Richman (Andrew Laird)

## L'esplosione
- Titolo originale: The Car Explosion
- Diretto da: Irving J. Moore
- Scritto da: Eileen e Robert Pollock (soggetto); Edward DeBlasio (sceneggiatura)

### Trama
Quando Steven e Sammy Jo annunciano a Fallon, Alexis e Krystle di essersi sposati, le donne dimostrano poco entusiasmo. Jeff e Fallon sono seriamente intenzionati a divorziare, ma Blake li convince a cambiare idea. Nick è sempre più (apparentemente) preso da Krystle ma la donna lo respinge ancora. Fallon è a sua volta sempre più innamorata dell'uomo ma è Nick a respingere lei. Questo fatto riavvicina la ragazza a sua madre Alexis. L'ex signora Carrington cerca ancora una volta di instillare il dubbio in Krystle riguardo alla fedeltà di Blake. Ferita, quest'ultima dice a Nick che è pronta a lasciare Blake e a divorziare da lui. Intanto, una bomba viene scagliata contro l'auto di Blake. L'esplosione non ferisce l'uomo a morte, ma lo rende temporaneamente cieco.
- Altri interpreti: Joe Kapp (McAllister), Lance LeGault (Ray Bonning)

## Cecità
- Titolo originale: Blake's Blindness
- Diretto da: Jeff Bleckner
- Scritto da: Eileen e Robert Pollock (soggetto); Loraine Despres (sceneggiatura)

### Trama
In seguito all'attentato a Blake, e alla sua cecità temporanea (perché di matrice psichica e non fisica), Krystle decide di non dirgli della sua decisione di divorziare da lui. Anche Steven ha difficoltà a dire a suo padre che si è sposato con Sammy Jo, ma alla fine prende coraggio e lo rende partecipe del fatto. Blake, che aveva chiesto di indagare su Nick Toscanni, scopre che suo fratello minore è morto in carcere. Fallon, respinta da Nick perché innamorato di un'altra donna, cerca in tutti i modi di scoprire chi sia la sua rivale. Quando viene a conoscenza che la donna è Krystle, lo confida a sua madre, ma Alexis le consiglia di aspettare un momento migliore per dirlo a Blake. Sammy Jo ascolta di nascosto una conversazione tra Steven e Alexis e apprende che Blake non è il padre di Fallon.
- Altri interpreti: Lance LeGault (Ray Bonning), Percy Rodrigues (Dawson), Peter Mark Richman (Andrew Laird), Robert Sampson (Dott. Eggleston)

## Una lettera anonima
- Titolo originale: The Hearing
- Diretto da: Bob Sweeney
- Scritto da: Eileen e Robert Pollock (soggetto); Shimon Wincelberg (sceneggiatura)

### Trama
Blake scopre che il fratello di Nick Toscanni lavorava per la Denver-Carrington. Alexis si offre per aiutare Fallon contro Krystle e riconquistare Nick ma la ragazza rifiuta. Blake riceve una lettera anonima in cui gli riferiscono del rapporto tra sua moglie e il dottor Toscanni. Per la forte emozione, l'uomo riacquista la vista ma lo rivela solo al suo maggiordomo Joseph. Durante uno scontro con Alexis, Sammy Jo le dice di sapere che Blake non è il padre di Fallon.
- Altri interpreti: Arthur Adams (Senatore Adams), John Terry Bell (Senatore Brady), Angus Duncan (Linaver), George Petrie (Willard Horton), Peter Mark Richman (Andrew Laird), Doris Singleton (Mrs. Fredericks)

## Misteri e ricatti
- Titolo originale: The Iago Syndrome
- Diretto da: Jerome Courtland, Alf Kjellin
- Scritto da: Eileen e Robert Pollock (soggetto); Shimon Wincelberg (sceneggiatura)

### Trama
Dopo aver apertamente accusato il dottor Toscanni di volersi vendicare di lui per la morte di suo fratello, Blake lo rivela anche a Krystle. Furiosa, la donna rompe con Nick. Cecil Colby dice a Claudia di aver ritrovato sua figlia ma che le darà le informazioni solo se lei gli rivelerà i segreti della Denver-Carrington. La donna si rifiuta. Blake confida a Jeff di volerlo adottare, nel caso il suo matrimonio con Fallon fallisca. La lettera anonima in cui veniva rivelato l'affaire tra Krystle e Nick era stata inviata a Blake da Fallon. La ragazza, pentita, vorrebbe dirlo a suo padre ma Alexis la minaccia di rivelare a Nick del complotto contro Krystle. Quest'ultima trova la lettera anonima e va alla Denver-Carrington per chiedere spiegazioni a suo marito. Dopo aver trovato nel suo ufficio un fazzoletto di Alexis, e aver affrontato la sua rivale, la donna decide una volta per tutte di lasciare suo marito e Denver. Ma Blake la ferma all'aeroporto e la convince a restare. Nick, intanto, abbandonato da Krystle, torna da Fallon.
- Altri interpreti: Virginia Hawkins (Jeanette Robbins), Tim O'Connor (Thomas Crayford)

## Drammatico epilogo
- Titolo originale: The Party
- Diretto da: Gwen Arner
- Scritto da: Eileen e Robert Pollock (soggetto); Edward DeBlasio (sceneggiatura)

### Trama
Cecil Colby, irritato con Blake perché vuole adottare Jeff, chiede aiuto ad Alexis e i due finiscono a letto insieme. Durante un party in onore di Steven e Sammy Jo, organizzato da Fallon e Alexis, Krystle ascolta una conversazione tra Nick e Fallon. Krystle affronta l'uomo e gli dice di essersi pentita di aver pensato di lasciare Blake per lui. Quest'ultimo ascolta lo scambio tra i due e comprende che sua moglie non lo ha mai tradito. Intanto, Jeff e Claudia capiscono di essere attratti l'uno dall'altra, sebbene Claudia venga spinta (in parte) da Cecil Colby ad approfittare di Jeff per sottrargli poi le chiavi di un archivio alla Denver-Carrington. Quando durante il party Fallon accusa un'ubriaca Sammy Jo di averle sottratto un collier a sua insaputa, quest'ultima le rivela che lei non è figlia di Blake. Fallon, scioccata, chiede spiegazioni a sua madre e si allontana da casa in macchina con lei. Mentre Alexis le dice che suo padre potrebbe essere Blake ma anche Cecil Colby, l'auto esce di strada, lasciando Fallon svenuta.
- Altri interpreti: Tim O'Connor (Thomas Crayford)

## Un bambino in pericolo
- Titolo originale: The Baby
- Diretto da: Jerome Courtland
- Scritto da: Eileen e Robert Pollock (soggetto); Edward DeBlasio (sceneggiatura)

### Trama
Fallon viene ricoverata in ospedale e, dopo varie complicazioni, dà alla luce un maschietto. Il bambino è molto debole e ha poche probabilità di sopravvivere. La ragazza è inoltre molto abbattuta dopo aver saputo di non essere figlia di Blake, e non vuole vedere né lui né sua madre. Claudia va a letto con Jeff e, mentre questi dorme, gli sottrae le chiavi dell'archivio di Blake alla Denver-Carrington per poter passare dei documenti a Cecil Colby in cambio delle informazioni su Lindsay. Krystle vede Tony, un dipendente dei Carrington, pulire un fucile e questo le ricorda che al momento del suo incidente a cavallo aveva sentito uno sparo. Chiede informazioni al ragazzo e scopre che quel giorno Alexis stava facendo il tiro al piattello nelle vicinanze. Quando capisce che è stato un suo sparo (intenzionale) a far imbizzarrire il cavallo, si reca nella dépendance della donna e le due vengono pesantemente alle mani. Morgan Hess, il detective che sta indagando su Krystle per conto di Alexis, riferisce a quest'ultima che la seconda signora Carrington non è legalmente divorziata dal suo primo marito, Mark Jennings. Sammy Jo lascia Steven e casa Carrington su pressione di Alexis, quando questa scopre che è stata la ragazza a dire a Fallon che Blake non è suo padre.
- Altri interpreti: Hank Brandt (Morgan Hess), Paul Keenan (Tony Driscoll), Belinda Montgomery (Jennifer Brighton), Tim O'Connor (Thomas Crayford)

## Genitori e figli
- Titolo originale: Mother and Son
- Diretto da: Lawrence Dobkin
- Scritto da: Eileen e Robert Pollock (soggetto); Edward DeBlasio (sceneggiatura)

### Trama
Fallon è sempre più abbattuta e rifiuta di vedere suo figlio. Alexis intanto fa pressione su Tony affinché questi ritratti ciò che ha detto a Krystle riguardo al giorno dell'incidente della donna, causato dalla stessa Alexis. Steven sospetta che dietro alla partenza di Sammy Jo ci sia sua madre. Fallon, disperata, rivela a Nick che Blake non è suo padre. L'uomo allora consiglia a Blake di fare un test di paternità per poter rassicurare finalmente la ragazza. Dopo aver trascorso un'altra notte insieme con Jeff, Claudia si introduce furtivamente nell'ufficio dell'uomo per cercare ancora dei documenti per Cecil Colby, ma viene sorpresa da Jeff. Quando questi scopre che suo zio sta ricattando la donna, chiede spiegazioni a Cecil. L'uomo gli confida che Lindsay e Matthew risultano dispersi nella giunga peruviana. Jeff rivela a Claudia la triste verità. La donna, scioccata dalla notizia, giura vendetta nei confronti di Cecil. Il bambino di Fallon e Jeff viene sottoposto (con successo) a un delicato intervento chirurgico.
- Altri interpreti: Paul Keenan (Tony Driscoll), Belinda Montgomery (Jennifer Brighton)

## Minaccia a mano armata
- Titolo originale: The Gun
- Diretto da: Philip Leacock
- Scritto da: Eileen e Robert Pollock (soggetto); Edward DeBlasio (sceneggiatura)

### Trama
Fallon e il suo bambino tornano a casa Carrington. La donna comunica alla servitù che Alexis è persona non grata e non vuole che faccia visita a lei e a suo figlio. Blake dice ad Alexis che ha intenzione di fare un test di paternità e le chiede di convincere Cecil Colby a fare lo stesso. Claudia confessa a Blake quello che ha dovuto fare, sotto ricatto, per Cecil. Steven riesce a rintracciare Sammy Jo a Los Angeles. La ragazza gli riferisce che Alexis voleva costringerla a firmare un pezzo di carta in cui si dichiarava che il loro matrimonio era nullo perché non consumato a causa dell'omosessualità del ragazzo. Il test di paternità stabilisce una volta per tutte che il padre di Fallon è Blake. Claudia riceve un fax mentre è al lavoro che annuncia la morte di sua figlia. La donna rimane scioccata dalla notizia, e mentre fugge dall'ufficio si imbatte in Krystle. Nel vederla molto agitata, la donna avverte Nick e poi si reca a casa di Claudia. Quando vede quest'ultima impugnare una pistola, le due donne hanno una colluttazione e si ode uno sparo.
- Altri interpreti: Paul Keenan (Tony Driscoll), Lance LeGault (Ray Bonning), Peter Mark Richman (Andrew Laird), Mark Thomas (Ace Hudson)

## Identità segreta
- Titolo originale: The Fragment
- Diretto da: Edward Ledding, Irving J. Moore
- Scritto da: Eileen e Robert Pollock (soggetto); Edward DeBlasio (sceneggiatura)

### Trama
Claudia è rimasta gravemente ferita alla testa dal colpo di pistola e viene operata con urgenza da Nick. Krystle racconta a Jeff che Claudia voleva uccidere Cecil. La polizia sospetta però che la donna abbia sparato volontariamente a Claudia. Blake si reca di nuovo a Las Vegas su richiesta del misterioso Logan Rhinewood. L'uomo - che ha dato a Blake molti grattacapi di lavoro fino ad attentare anche alla sua vita - ha acquistato quasi il 50% delle azioni della Denver-Carrington e sta per diventarne il proprietario. Alexis riceve la visita di Cecil e l'uomo le propone di sposarlo. Claudia si risveglia e comincia ad avere flebili ricordi della sua vita con Matthew. Quando vede Krystle, la accusa di averle portato via il marito. Il sergente Holliman, incaricato delle indagini, ascolta il dialogo non visto. Logan Rhinewood rivela finalmente il suo volto agli spettatori: è Cecil Colby.
- Altri interpreti: Lance LeGault (Ray Bonning), Tim O'Connor (Thomas Crayford), Peter Mark Richman (Andrew Laird), Ken Swofford (Sergente Holliman)

## Guai per Steven
- Titolo originale: The Shakedown
- Diretto da: Philip Leacock
- Scritto da: Eileen e Robert Pollock (soggetto); Daniel Benton (sceneggiatura)

### Trama
Claudia, dimessa dall'ospedale, si trasferisce a casa Carrington per essere curata meglio. Il sergente Holliman, durante le sue indagini per stabilire cosa è realmente successo tra Krystle e Claudia, parla con la prima signora Carrington. Alexis dichiara che Krystle è una donna molto violenta e porta come esempio il giorno in cui la donna è entrata in casa sua come una furia e l'ha picchiata. Mentre Steven è di ritorno a Denver, dà un passaggio a un ragazzo, Duane. Arrivati a destinazione, però, quest'ultimo prova a ricattarlo, accusandolo di averlo abbordato. Steven si scaglia contro di lui ma viene fermato da alcuni poliziotti che lo arrestano. Alexis riesce a trovare un altro impiego a Tony per allontanarlo definitivamente da casa Carrington ma Blake riesce a interrogarlo prima che il ragazzo vada via. Messo alle strette, Tony dice finalmente la verità. Accecato dalla rabbia, Blake si reca da Alexis e la accusa di avere ucciso suo figlio. La donna, per difendersi, gli dice che non avrebbe mai provocato un aborto a nessuno, dato quello che è successo in passato al loro primo bambino, Adam. Blake le intima di lasciare una volta per tutte la dépendance di casa Carrington, mentre Alexis gli giura vendetta.
- Altri interpreti: Paul Keenan (Tony Driscoll), Steve Marachuk (Duane), Ken Swofford (Sergente Holliman)

## Il nuovo erede
- Titolo originale: The Two Princes
- Diretto da: Irving J. Moore
- Scritto da: Eileen e Robert Pollock (soggetto); Edward DeBlasio (sceneggiatura)

### Trama
Joseph riferisce a Blake dell'arresto di Steven, ma il ragazzo non permette al padre di pagare la sua cauzione. Alexis accetta di sposare Cecil e i due confessano l'uno all'altra di odiare profondamente Blake. Fallon dice a Nick che vuole provare a far funzionare il suo matrimonio con Jeff per il bene del bambino, Little Blake. Nick incontra una sua ex fiamma, Susan, appena assunta da Blake come bambinaia del suo nipotino. Blake viene informato che il marito e la figlia di Claudia sono sicuramente morti. Lo shock della notizia risveglia nella donna il ricordo di quello che è successo con Krystle e ammette che non era quest'ultima a impugnare la pistola. Nick scopre per caso che Blake ha avuto rapporti d'affari con Rashid Ahmed, l'uomo che lui ritiene essere il vero responsabile della morte di suo fratello. Steven, uscito di prigione, accusa l'intera famiglia di averlo trattato sempre in maniera spregevole (soprattutto a riguardo della sua omosessualità) e decide di abbandonare casa Carrington per sempre. Claudia, intanto, sente piangere Little Blake e, in stato confusionale, scambia il bambino per la sua Lindsay.
- Altri interpreti: Christine Belford (Susan Farragut), Betty Harford (Hilda Gunnerson), Virginia Hawkins (Jeanette Robbins), Paul Keenan (Tony Driscoll)

## Rapimento
- Titolo originale: The Cliff
- Diretto da: Jerome Courtland
- Scritto da: Eileen e Robert Pollock (soggetto); Edward DeBlasio (sceneggiatura)

### Trama
Alexis decide di organizzare il suo matrimonio con Cecil nella dépendance di casa Carrington. Per evitare la spiacevole situazione, Blake e Krystle decidono di partire per qualche giorno e di recarsi in un ranch che l'uomo vuole acquistare. Nick riesce ad incontrare Farouk Ahmed, fratello di Rashid, per chiedergli indietro il corpo di suo fratello. L'uomo gli dice che è stato bruciato e che il vero responsabile della sua morte è Blake, in quanto questi non ha fatto nulla per tirarlo fuori di prigione. Accecato dalla rabbia, Nick va alla ricerca di Blake al ranch dove si è recato. Quando lo rintraccia, durante una cavalcata in solitaria, Nick lo accusa di avere ucciso suo fratello. Blake ammette che egli meritava la prigione in quanto spacciatore e va via, ma sulla strada per il ranch, un serpente spaventa il cavallo che disarciona l'uomo. Blake cade da una rupe sotto gli occhi di Nick, ma questi lo abbandona a sé stesso. A casa Carrington, intanto, Little-Blake è sparito dalla sua culla, insieme a Susan, e Cecil Colby viene colpito da una crisi cardiaca mentre è a letto con Alexis.
- Altri interpreti: R.G. Armstrong (Alfred Grimes), Kabir Bedi (Farouk Ahmed), Christine Belford (Susan Farragut), Hank Brandt (Morgan Hess), Betty Harford (Hilda Gunnerson)